# 水カビ病
水カビ病（みずカビびょう、ミズカビ病）は、ミズカビ科真菌のミズカビ属(Saprolegnia)、ワタカビ属(Achlya)、アファノマイセス属（Aphanomyces）などの感染を原因とする魚類の感染症の総称。原因菌によってミズカビ病、ワタカビ病、アファノマイセス病と呼ばれる。サケ科魚類に発生するものはSaprolegnia、熱帯魚などの淡水魚に発生するものはAchlyaまたはAphanomycesであることが多い。
外傷やほかの寄生虫によって傷ついた場所に菌がついて発症し、外観に綿毛状の菌糸体を形成、炎症を発生させる。治療にはマラカイトグリーンが有効であるが、2005年に食用の養殖魚への使用が出来なくなった。観賞魚の治療薬としてはマラカイトグリーンの他にメチレンブルーなどが用いられる。